# 4月29日
4月29日（しがつにじゅうくにち）は、グレゴリオ暦で年始から119日目（閏年では120日目）にあたり、年末まではあと246日ある。

## できごと

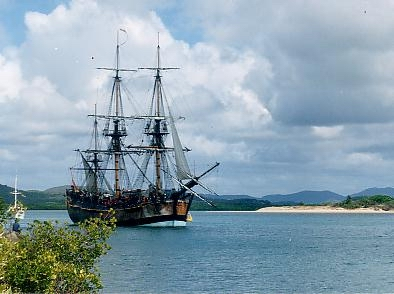
ジェームズ・クック、オーストラリアに上陸(1770)。画像はエンデバー号の複製。

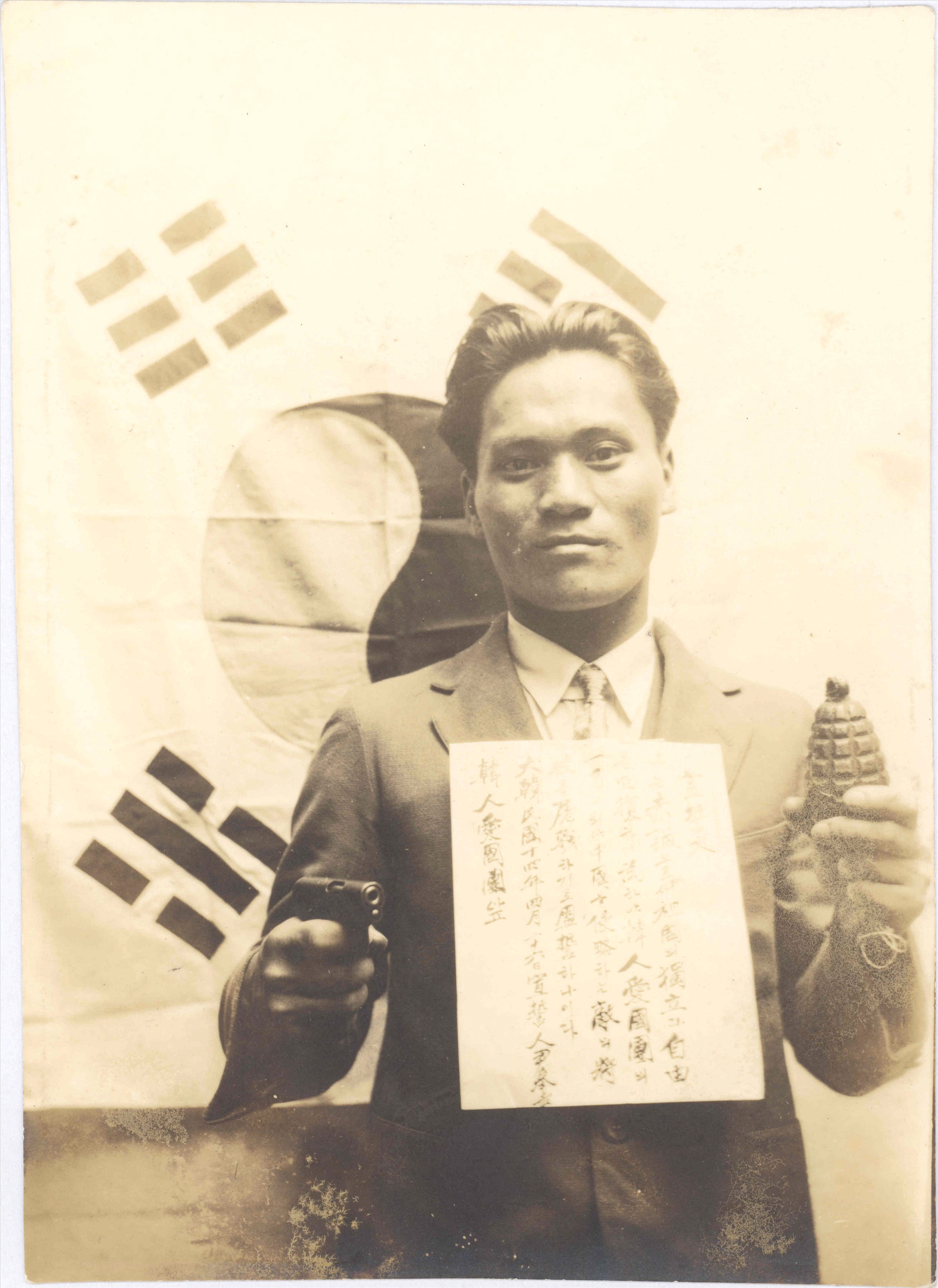
上海天長節爆弾事件(1932)。画像は決行3日前の尹奉吉。

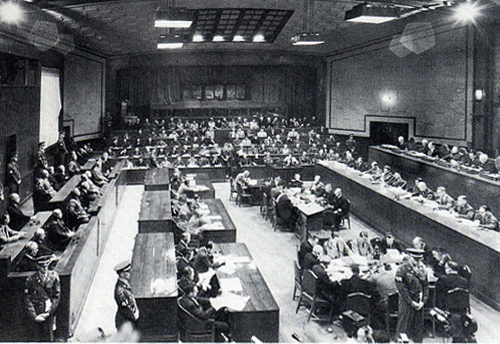
極東国際軍事裁判、A級戦犯28名が起訴される(1946)。

- 1483年 - カスティーリャ王国がカナリア諸島のグラン・カナリア島を占領。
- 1600年（慶長5年3月16日） - ウィリアム・アダムスやヤン・ヨーステンらが乗船したオランダ船リーフデ号が豊後国臼杵湾に漂着。
- 1643年（寛永20年3月11日） - 江戸幕府が田畑永代売買禁止令を発布。
- 1770年 - ジェームズ・クック一行が現在のボタニー湾からオーストラリアに上陸し、イギリスによる領有を宣言。
- 1833年 - チューリッヒ大学創立。
- 1859年 - イタリア統一運動：サルデーニャ王ヴィットーリオ・エマヌエーレ2世がオーストリア帝国の庇護下にある北部イタリアへ侵攻開始。
- 1873年 - 明治天皇が千葉・下総大和田原で行われた近衛兵の大演習を観閲。一帯を「習志野原」と命名する。
- 1891年 - 丸亀練兵場で、二宮忠八が製作したプロペラ式模型飛行機（烏型飛行器）が飛行に成功。
- 1909年 - 北白川宮成久王と明治天皇皇女周宮房子内親王の結婚の儀。
- 1912年 - 北海道の夕張炭鉱でガス爆発事故が発生。死者269人[1]。
- 1918年 - ウクライナでヘーチマンの政変が起こる。
- 1927年 - 嵐寛寿郎主演の鞍馬天狗シリーズ第1作『鞍馬天狗余聞・角兵衛獅子』が封切り。
- 1932年 - 上海天長節爆弾事件。上海の天長節祝賀会場で朝鮮人尹奉吉が爆弾を投げつけ白川義則軍司令官と重光葵公使らが重傷。
- 1932年 - 東京市内4箇所にダイヤル式公衆電話を設置。
- 1932年 - 東京地下鉄道神田 - 三越前間が延伸開業（現東京メトロ銀座線）。
- 1942年 - 近衛秀麿の新交響楽団の運営に日本放送協会が参画、日本交響楽団に改称。NHK交響楽団の前身。
- 1945年 - ベニート・ムッソリーニの銃殺死体がミラノのロレート広場で逆さ吊りにして晒される。
- 1945年 - アドルフ・ヒトラーとエヴァ・ブラウンが結婚。翌日自殺。
- 1945年 - 第二次世界大戦・イタリア戦線: ドイツ国防軍C軍集団の代理、フォン・シュヴァイニッツ中佐とヴェンナー親衛隊少佐がカゼルタ宮殿で地中海作戦戦域最高司令官ハロルド・アレキサンダー英陸軍元帥への降伏文書に署名する。
- 1946年 - 極東国際軍事裁判: A級戦犯28名が起訴。
- 1947年 - 茨城県那珂湊町で火災。負傷6人、焼失家屋1134戸[2]。
- 1949年 - 国際オリンピック委員会 (IOC) が日本とドイツの五輪復帰を承認。
- 1951年 - 沖縄社会大衆党などが日本復帰促進期成会を結成。
- 1952年 - 国際基督教大学 (ICU) が開学。
- 1954年 - 中華人民共和国とインドが「中華人民共和国とインド共和国の中国チベット地方とインド間の通商・交通に関する協定」に調印。前文で平和五原則を堤唱。
- 1956年 - 日ソ漁業交渉開始。
- 1966年 - 俳優の宝田明と1959年ミス・ユニバースの児島明子が結婚。
- 1967年 - 日本女子プロレス旗揚げ。
- 1967年 - モハメド・アリが徴兵拒否を理由にタイトルを剥奪される。
- 1968年 - 黒人による「貧者の行進」のデモがアメリカ各地からワシントンへ向けて出発。
- 1968年 - ニューヨーク・ブロードウェイのビルトモア劇場で、ミュージカル『ヘアー』が開演。
- 1973年 - ツクダ（現在のメガハウス）がボードゲーム「オセロ」を発売。
- 1975年 - ベトナム戦争: フリークエント・ウィンド作戦が始まる。
- 1975年 - 女優菊容子殺害事件。
- 1977年 - 山下泰裕が全日本柔道選手権大会で史上最年少の19歳で優勝。
- 1978年 - 植村直己が単身犬ぞりで北極点に到達。
- 1983年 - ハロルド・ワシントン（英語版）がシカゴ市長に就任。アメリカ初の黒人市長。
- 1985年 - シンボリルドルフが天皇賞（春）で優勝、シンザン以来20年ぶりの五冠馬に。
- 1987年 - 1984年から災害で休止の北陸鉄道金名線が廃止。
- 1989年 - JR北海道・標津線がこの日限りで廃止。
- 1992年 - ロス暴動が起こる。
- 1992年 - 出雲ドームが開場。
- 1997年 - 化学兵器禁止条約が発効。
- 1997年 - 湖南省岳陽県の栄家湾駅で旅客列車同士が正面衝突。126人が死亡。
- 2000年 - 『アメリカン・ビューティー』が日本で劇場公開。
- 2005年 - シリア軍が29年間駐留していたレバノンからの撤退を完了。
- 2005年 - ニュージーランド初のシビル・ユニオンが成立。
- 2006年 - 富山ライトレール富山港線開業。
- 2006年 - 生口島道路の開通に伴い、本州と四国とを結ぶ西瀬戸自動車道（しまなみ海道）が全通。
- 2011年 - イギリス王室のウィリアム王子とキャサリン妃の結婚式が行われる。（ウィリアム王子とキャサリン・ミドルトンの婚礼）
- 2012年 - 群馬県藤岡市の関越自動車道上り藤岡ジャンクション付近で夜行高速ツアーバスが防音壁に衝突、乗客・乗員46人が死傷。（関越自動車道高速バス居眠り運転事故）
- 2013年 - ナショナル・エアラインズ102便墜落事故[3]。
- 2016年 - 京都鉄道博物館が開館[4]。

## 誕生日

### 人物

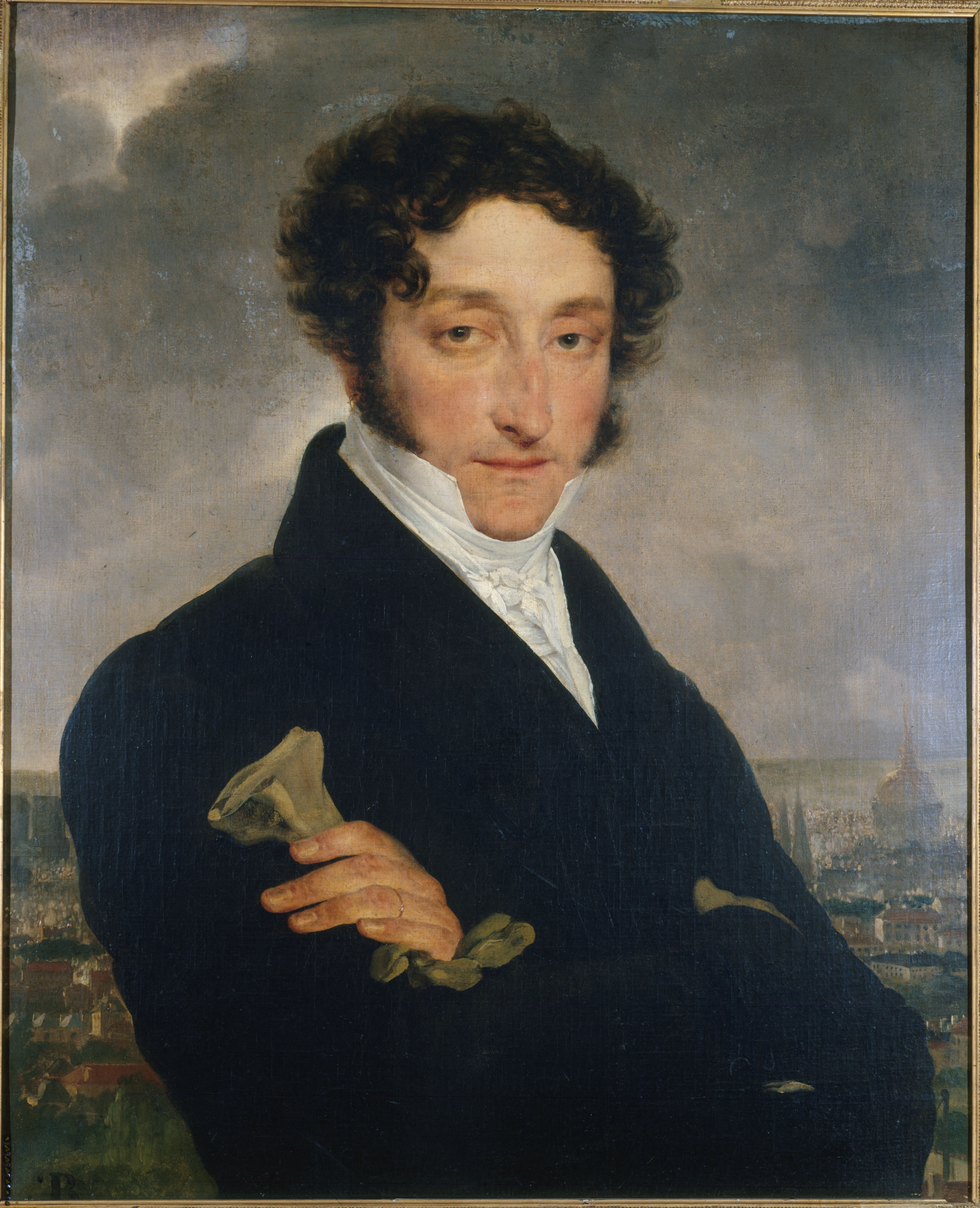
フランス幻想文学の祖、シャルル・ノディエ(1780-1844)誕生。

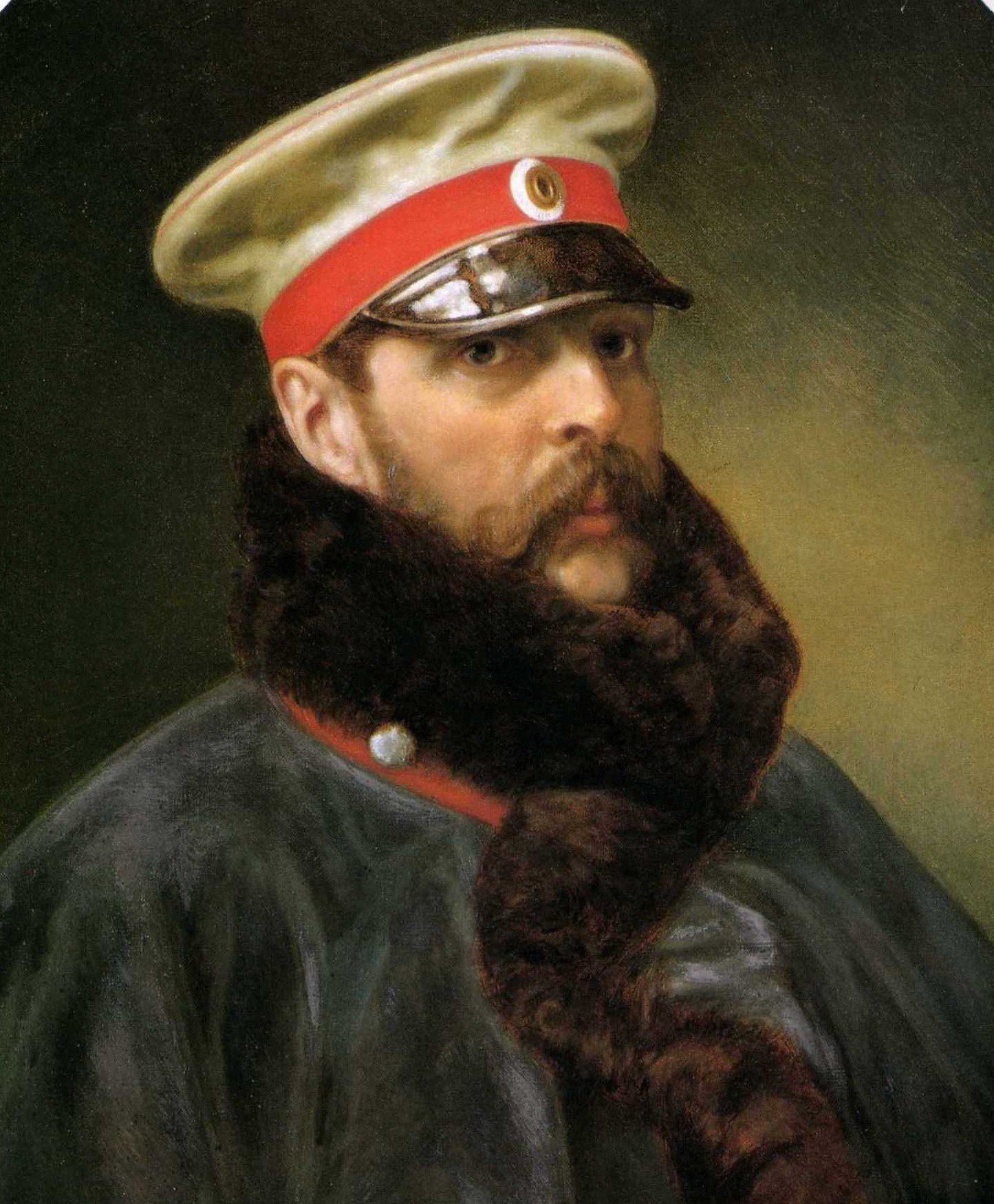
ロシア皇帝、アレクサンドル2世(1818-1881)誕生。次々と改革を行う。

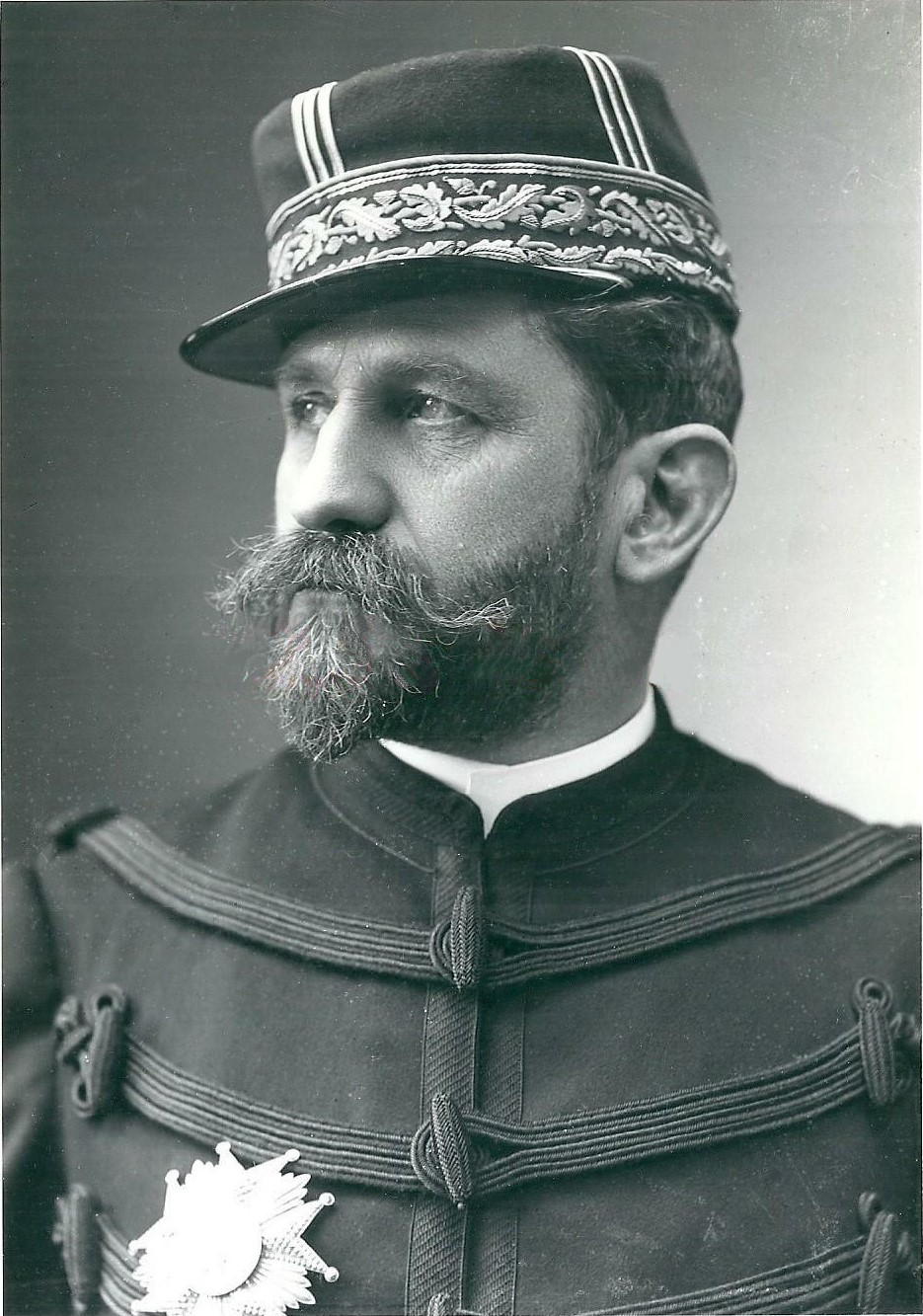
ブーランジェ将軍事件の主役、ジョルジュ・ブーランジェ(1837-1891)誕生。

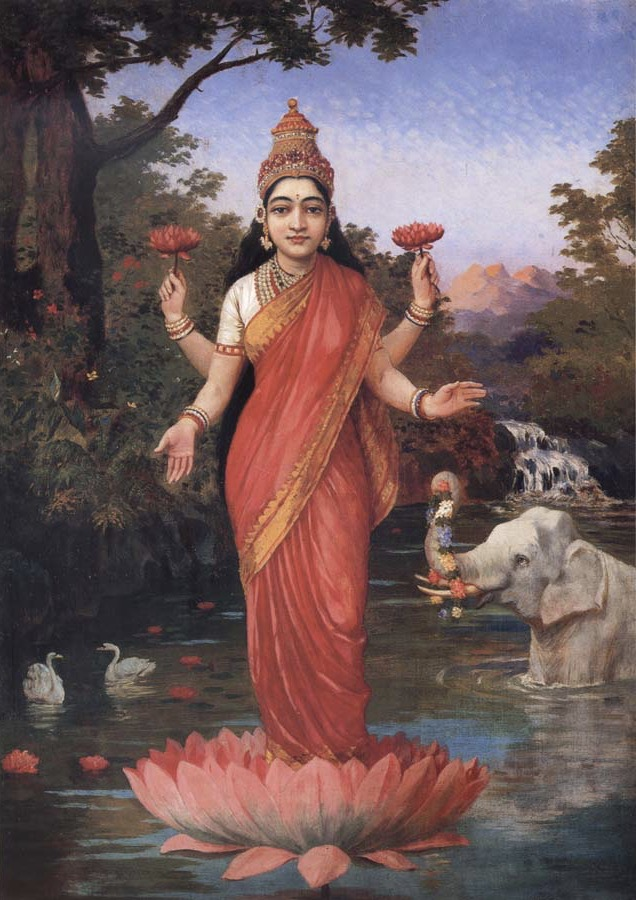
インドの画家、ラヴィ・ヴァルマ(1848-1906)誕生。。画像は『女神ラクシュミー』

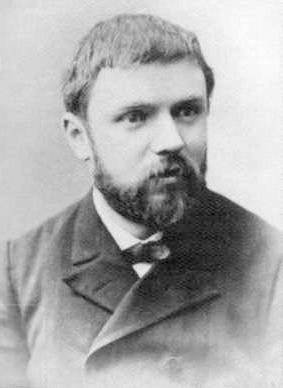
数学者アンリ・ポアンカレ(1854-1912)誕生。

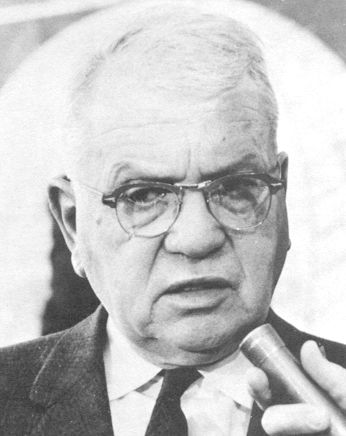
化学者ハロルド・ユーリー(1893-1981)誕生。重水素を発見。

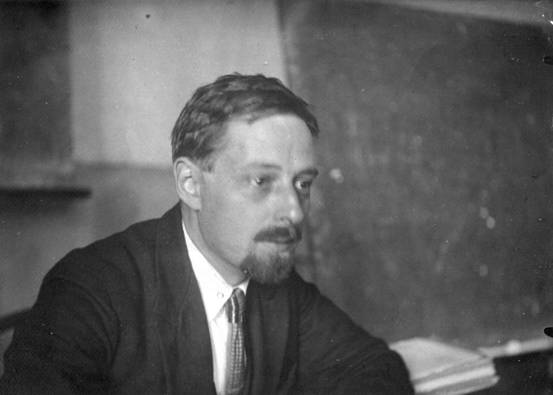
昔話研究家ウラジーミル・プロップ(1895-1970)誕生。昔話に構造分析を導入した

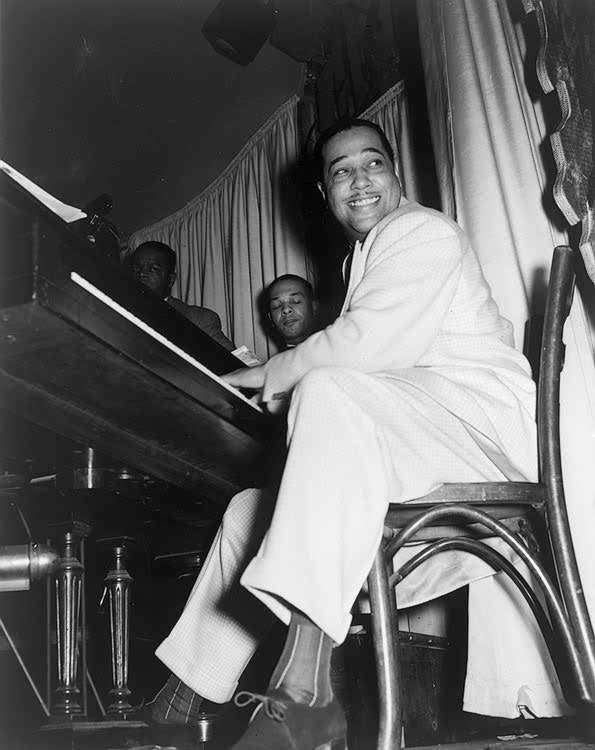
ジャズピアノ奏者、デューク・エリントン(1899-1974)誕生。

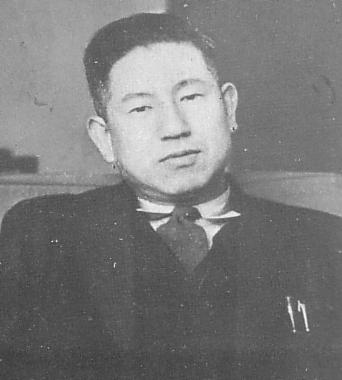
ゾルゲ事件の首謀者の一人、尾崎秀実(1901-1944)誕生。

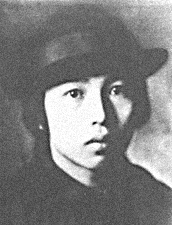
詩人、中原中也(1907-1937)誕生。

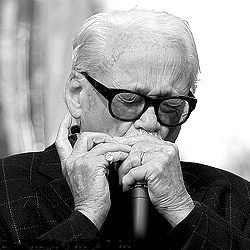
ジャズハーモニカ奏者、トゥーツ・シールマンス(1922-2016)誕生。

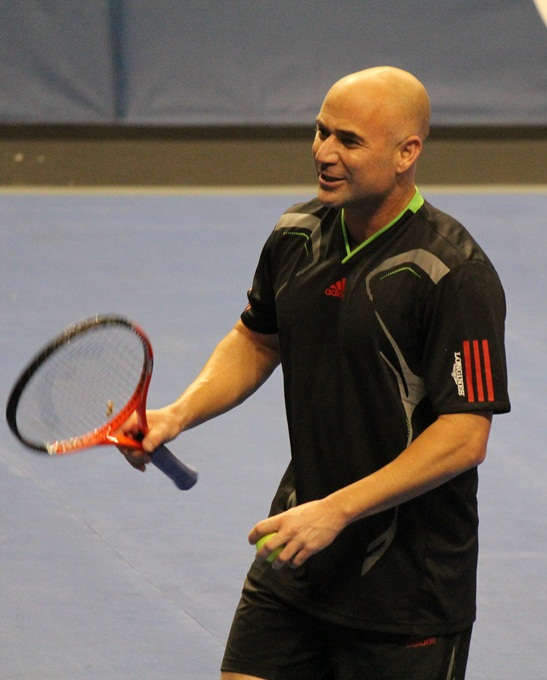
テニス選手アンドレ・アガシ(1970-)誕生。

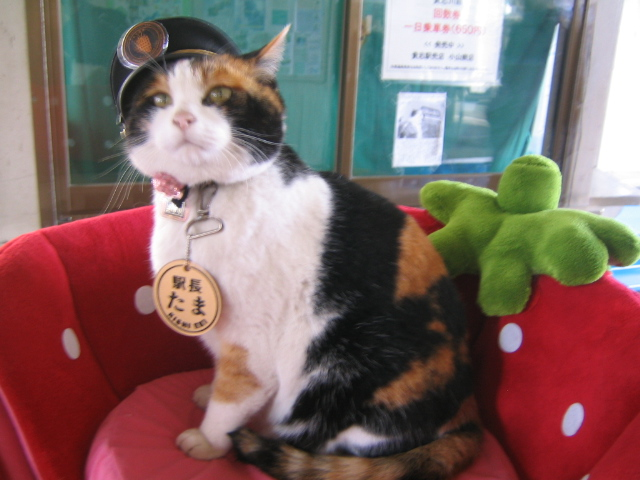
貴志駅の「猫の駅長」たま(1999-2015)誕生。

- 1659年（万治2年3月8日） - 伊達綱村、第4代仙台藩主（+ 1719年）
- 1727年 - ジャン＝ジョルジュ・ノヴェール、舞踏家（+ 1810年）
- 1780年 - シャルル・ノディエ、小説家（+ 1844年）
- 1785年 - カール・フォン・ドライス、発明家（+ 1851年）
- 1803年 - ジェームズ・ブルック、探検家（+ 1868年）
- 1818年 - アレクサンドル2世、ロシア皇帝（+ 1881年）
- 1837年 - ジョルジュ・ブーランジェ、軍人、政治家（+ 1891年）
- 1848年 - ラヴィ・ヴァルマ、画家（+ 1906年）
- 1854年 - アンリ・ポアンカレ、数学者（+ 1912年）
- 1857年 - フランティシェク・オンドジーチェク、ヴァイオリニスト、作曲家（+ 1922年）
- 1860年（万延元年3月7日） - 宮部金吾、植物学者（+ 1951年）
- 1863年 - ウィリアム・ランドルフ・ハースト、新聞社経営者（+ 1951年）
- 1863年 - コンスタンディノス・カヴァフィス、詩人（+ 1933年）
- 1871年（明治4年3月10日） - 吉岡弥生、医師、東京女医学校（現在の東京女子医科大学）創立者（+ 1959年）
- 1872年 - アイヴィン・アルネス、作曲家、オルガニスト（+ 1932年）
- 1875年 - ラファエル・サバチニ、小説家（+ 1950年）
- 1876年 - ザウディトゥ、エチオピア皇帝（+ 1930年）
- 1879年 - ヌードルズ・ハーン、元プロ野球選手（+ 1960年）
- 1882年 - オーギュスト・エルバン、画家（+ 1960年）
- 1890年 - 湯浅八郎、生物学者（+ 1981年）
- 1893年 - ハロルド・ユーリー、物理化学者（+ 1981年）
- 1895年 - マルコム・サージェント、指揮者（+ 1967年）
- 1895年 - ウラジーミル・プロップ、昔話研究家（+ 1970年）
- 1899年 - 城戸武男、建築家（+ 1980年）
- 1899年 - デューク・エリントン、ジャズピアニスト（+ 1974年）
- 1901年 - 昭和天皇、第124代天皇（+ 1989年）
- 1901年 - 尾崎秀実、評論家、ジャーナリスト、共産主義者（+ 1944年）
- 1902年 - 三津田健、俳優（+ 1997年）
- 1905年 - 武田長兵衛（6代目）、実業家（+ 1980年）
- 1907年 - 中原中也、詩人（+ 1937年）
- 1907年 - フレッド・ジンネマン、映画監督（+ 1997年）
- 1907年 - ティノ・ロッシ、シャンソン歌手（+ 1983年）
- 1908年 - 高原滋夫、医学者（+ 1994年）
- 1908年 - ジャック・ウィリアムスン、SF作家（+ 2006年）
- 1913年 - 原文兵衛、政治家（+ 1999年）
- 1914年 - 高橋輝彦、元プロ野球選手（+ 没年不詳）
- 1917年 - 伊賀上良平、元プロ野球選手（+ 2000年）
- 1917年 - 藤野文三郎、元プロ野球選手（+ 没年不詳）
- 1920年 - 秋岡芳夫、工業デザイナー、著述家（+ 1997年）
- 1922年 - 大橋薫、社会学者、明治学院大学名誉教授
- 1922年 - 岩崎英二郎、ドイツ語学者（+ 2017年）
- 1922年 - トゥーツ・シールマンス、ハーモニカ奏者（+ 2016年）
- 1922年 - 千石規子、女優（+ 2012年）
- 1924年 - 安倍晋太郎、政治家（+ 1991年）
- 1924年 - 干場一夫、元プロ野球選手（+ 2013年）
- 1924年 - ジジ・ジャンメール、バレエダンサー（+ 2020年）
- 1924年 - 大崎欣一、元プロ野球選手
- 1925年 - 田中小実昌、小説家（+ 2000年）
- 1925年 - イワオ・タカモト、アニメーター（+ 2007年）
- 1926年 - ポール・バラン、計算機科学者（+ 2011年）
- 1927年 - 上田正昭、歴史学者（+ 2016年）
- 1927年 - 川合幸三、元プロ野球選手（+ 1994年）
- 1928年 - 塩見栄一、元プロ野球選手
- 1928年 - 二代目古今亭圓菊、落語家（+ 2012年）
- 1929年 - 竹内昭夫、商法学者（+ 1996年）
- 1930年 - 岸田今日子、女優（+ 2006年）
- 1930年 - ジャン・ロシュフォール、俳優（+ 2017年）
- 1930年 - 横山まさみち、漫画家（+ 2003年）
- 1931年 - 高林陽一、映画監督（+ 2012年）
- 1931年 - 胡金銓、映画監督（+ 1997年）
- 1932年 - 海野かつを、俳優
- 1932年 - 白井佳夫、映画評論家（+ 2024年）
- 1932年 - 一柳忠尚、元プロ野球選手
- 1934年 - 宝田明、俳優（+ 2022年）
- 1934年 - ルイス・アパリシオ、元プロ野球選手
- 1935年 - 仰木彬、元プロ野球選手、プロ野球監督（+ 2005年）
- 1935年 - オーティス・ラッシュ、ブルースミュージシャン（+ 2018年）
- 1935年 - ガンディ・ブッシュ、フィギュアスケート選手（+ 2014年）
- 1936年 - 蓮實重彦、フランス文学者
- 1936年 - ズービン・メータ、指揮者
- 1936年 - 第4代ロスチャイルド男爵ジェイコブ・ロスチャイルド、銀行家、政治家（+ 2024年）
- 1937年 - 明武谷力伸、大相撲力士、年寄7代中村（+ 2024年）
- 1939年 - 安原顕、評論家、編集者（+ 2003年）
- 1940年 - 原田泰治、画家（+ 2022年）
- 1940年 - ジョージ・アダムス、ジャズ奏者（+ 1992年）
- 1941年 - 衛藤征士郎、政治家
- 1942年 - 江藤省三、元プロ野球選手
- 1943年 - 高橋浩、実業家、東映アニメーション会長
- 1944年 - 二代目コロムビア・ローズ、歌手（+ 2020年）
- 1946年 - 後藤悦治郎、ミュージシャン（元赤い鳥、紙ふうせん）
- 1948年 - レスリー・ハワード、ピアニスト
- 1949年 - 三橋豊夫、元プロ野球選手
- 1950年 - 米原万里、ロシア語同時通訳、エッセイスト、ノンフィクション作家、小説家（+ 2006年）
- 1950年 - フィリップ・ノイス、映画監督
- 1951年 - 茂市久美子、童話作家
- 1951年 - 玉輝山正則、元大相撲力士
- 1951年 - デイル・アーンハート、レーシングドライバー（+ 2001年）
- 1952年 - 東郷昌和、ミュージシャン（バズ）
- 1952年 - ロン・ワシントン、元プロ野球選手
- 1953年 - 佐藤尚、元陸上選手、指導者
- 1954年 - 小西克哉、翻訳家、テレビキャスター
- 1954年 - 池田茂、元プロ野球選手
- 1955年 - 田中裕子、女優
- 1955年 - ケイト・マルグルー、女優
- 1955年 - 秋田秀幸、元プロ野球選手
- 1955年 - リチャード・エプカー、声優、俳優、音響監督、脚本家
- 1957年 - 田中寅彦、将棋棋士
- 1957年 - ダニエル・デイ・ルイス、俳優
- 1957年 - ティモシー・トレッドウェル (en:Timothy Treadwell)、グリズリー研究家（+ 2003年）
- 1958年 - ミシェル・ファイファー、女優
- 1959年 - 和由布子、女優
- 1959年 - coba、アコーディオニスト
- 1959年 - 水口昌彦、テレビプロデューサー
- 1960年 - 荒木恒竹、アナウンサー（+ 2017年）
- 1960年 - 上條直子、漫画家
- 1960年 - 安広司、歌手（元フィンガー5）
- 1961年 - 立木文彦、声優、ナレーター
- 1961年 - 田中豊雪、ベーシスト
- 1962年 - マキノ佐代子、女優
- 1962年 - 戸田山雅司、脚本家
- 1963年 - 上本孝一、元プロ野球選手、プロ野球審判員（+ 2006年）
- 1964年 - 太田龍生、元プロ野球選手
- 1965年 - 桜井伸一、元プロ野球選手
- 1965年 - 広部俊明、ミュージシャン、水中探検家
- 1966年 - 渋田治代、競艇選手
- 1967年 - 兼重淳、映画監督
- 1967年 - 金戸恵太、元飛込競技選手
- 1968年 - 小泉歓晃、ゲームクリエーター
- 1968年 - 田澤修治、射撃選手
- 1968年 - 塩崎兼一、元プロ野球選手
- 1969年 - 原元美紀、キャスター、声優、アナウンサー
- 1969年 - 加藤博人、元プロ野球選手
- 1969年 - 宮脇則昭、元プロ野球選手
- 1970年 - アンドレ・アガシ、テニス選手
- 1970年 - ユマ・サーマン、女優
- 1970年 - 山口幸司、元プロ野球選手
- 1970年 - 中村祐二、元陸上競技選手
- 1971年 - 春名和昭、元お笑いタレント（元DA-DA）
- 1972年 - 島涼香、元声優
- 1972年 - 相川恵里、元タレント、元歌手
- 1972年 - 垣原賢人、プロレスラー
- 1972年 - 渡辺徹、元アナウンサー
- 1972年 - 谷内聖樹、元プロ野球選手
- 1972年 - 佐々木弥、野球選手
- 1972年 - 山田隆裕、元サッカー選手
- 1972年 - マリウス・シュデク、フィギュアスケート選手
- 1973年 - 飯島肇、声優
- 1973年 - 12代式守錦太夫、大相撲行司
- 1974年 - 北村有起哉、俳優
- 1974年 - ヘクター・メルカド、元プロ野球選手
- 1974年 - 東政敏、元プロ野球選手
- 1975年 - ラファエル・ベタンコート、元プロ野球選手
- 1976年 - 河原木志穂、声優
- 1976年 - 千代大海龍二、元大相撲力士、年寄14代九重
- 1976年 - 二岡智宏、元プロ野球選手
- 1977年 - 一色紗英、女優
- 1978年 - 佐藤充、元プロ野球選手
- 1978年 - ボブ・ブライアン、テニス選手
- 1978年 - マイク・ブライアン、テニス選手
- 1978年 - トニー・アーマス・ジュニア、元プロ野球選手
- 1979年 - 吉村将生、元プロ野球選手
- 1980年 - ケリー・ショパック、プロ野球選手
- 1980年 - ルチアーノ・ミーロ、フィギュアスケート選手
- 1980年 - キーアン・イーガン、ミュージシャン（ウエストライフ）
- 1981年 - ジョージ・マッカートニー、元サッカー選手
- 1981年 - 乾曜子、グラビアアイドル
- 1982年 - 内海哲也、元プロ野球選手
- 1982年 - 遠藤玲子、アナウンサー
- 1983年 - 白鳥百合子、元グラビアアイドル
- 1983年 - 笠原秀幸、俳優
- 1983年 - ジェイ・カトラー、元アメリカンフットボール選手
- 1984年 - ワン・バオチャン、俳優
- 1985年 - 榎本亜弥子、ファッションモデル、女優
- 1985年 - 菊岡正展、元タレント（元関西ジャニーズJr.）
- 1985年 - チャッド・ハフマン、プロ野球選手
- 1985年 - オースティン・ビベンス＝ディルクス、プロ野球選手
- 1986年 - 細山田武史、元プロ野球選手
- 1986年 - 清水楓、女優、元グラビアアイドル
- 1987年 - 甲斐昭人、ハンドボール選手
- 1987年 - 韓基周、元プロ野球選手
- 1988年 - 新井梨絵、元タレント
- 1988年 - 田中大二郎、元プロ野球選手
- 1988年 - 持留新作、元サッカー選手
- 1988年 - 橘知衣代、タレント、モデル
- 1989年 - フレディ・アルバレス、野球選手
- 1990年 - K-SUKE、マジシャン、俳優
- 1990年 - 上里琢文、サッカー選手
- 1990年 - ナディーヌ・ブロールセン、陸上競技選手
- 1991年 - 鈴木まりや、タレント、アイドル（元SNH48、元AKB48）
- 1991年 - 大瀬楓、アイドル（元THE ポッシボー）
- 1991年 - 舟山久美子、ファッションモデル、タレント
- 1991年 - 土居美咲、テニス選手
- 1992年 - 加藤匠馬、プロ野球選手
- 1993年 - 堀尾実咲、モデル、グラビアアイドル
- 1993年 - ジャスティン・トーマス、プロゴルファー
- 1993年 - 松本竜也、元プロ野球選手
- 1996年 - 武藤彩未、アイドル（元可憐Girl's、元さくら学院）
- 1996年 - 戸川大輔、元プロ野球選手
- 1997年 - アンジェラ芽衣、ファッションモデル、タレント
- 1997年 - 志田千陽、バドミントン選手
- 1998年 - 堀内まり菜、女優、声優、アイドル（元さくら学院）
- 2001年 − MANATO （BE：FIRST）
- 2003年 - 秋山正雲、プロ野球選手
- 2003年 - 吉田温紀、サッカー選手
- 2003年 - 鎌田彩樺、アイドル、女優（SUPER☆GiRLS）
- 2003年 - 沖玲萌、タレント
- 2005年 - 東松快征、プロ野球選手
- 2007年 - 松島輝空、卓球選手
- 生年不詳 - 舞井武依、漫画家

### 人物以外（動物など）
- 1999年 - たま、貴志駅の猫の駅長（+ 2015年）
- 2003年 - バーバロ、競走馬（+ 2007年）

## 忌日

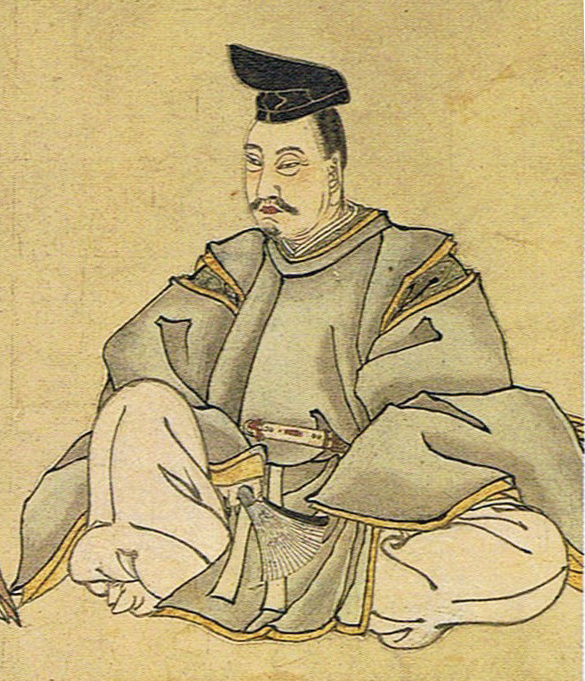
奥州藤原氏第2代当主、藤原基衡(1105?-1157?)没。

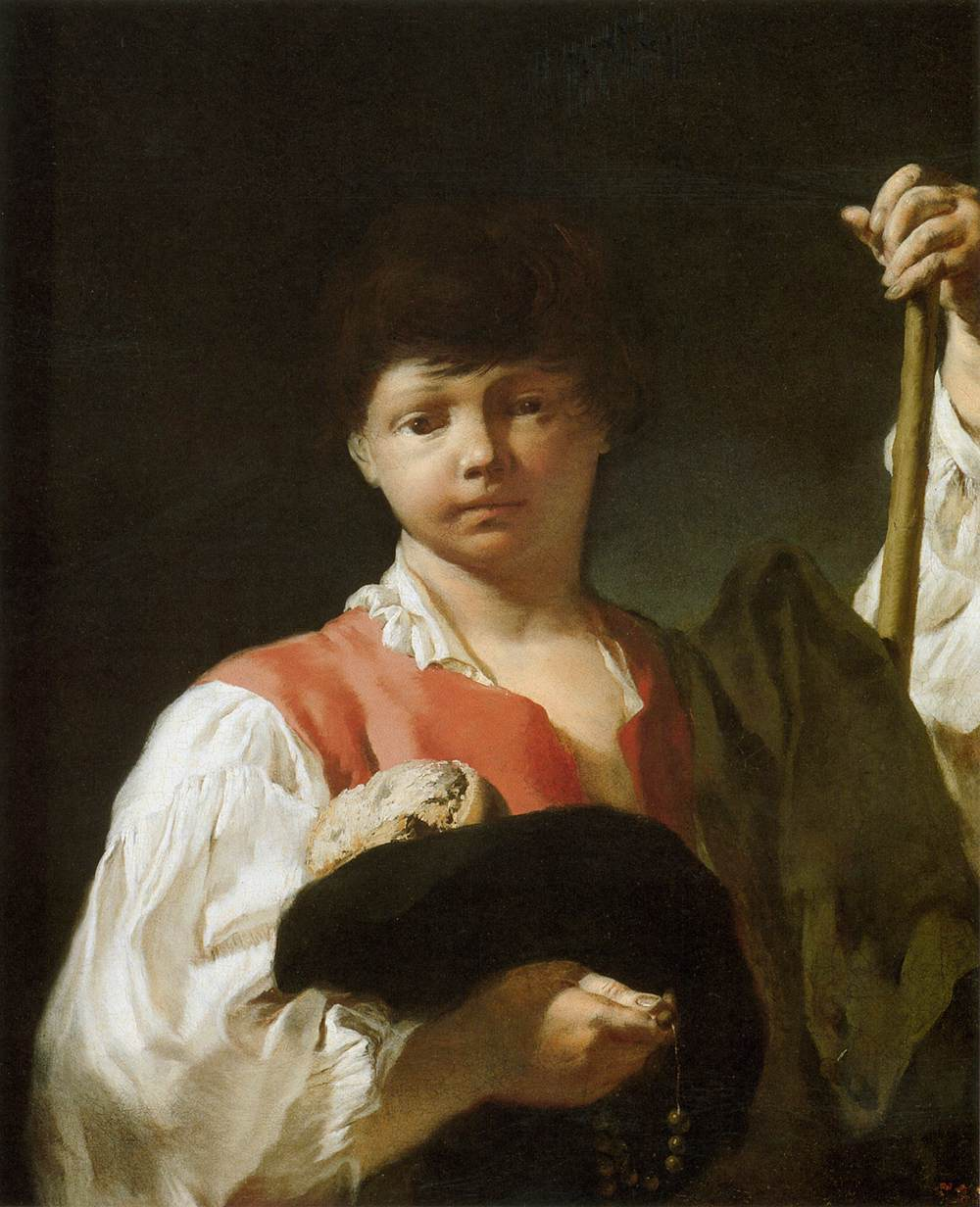
ヴェネツィア派の画家ジョヴァンニ・バッティスタ・ピアッツェッタ(1682-1754)没。画像は『幼い物乞い』(1725-30)

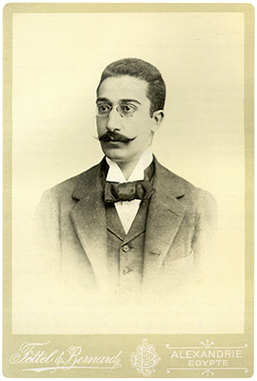
ギリシアの詩人、コンスタンディノス・カヴァフィス(1863-1933)は4月29日誕生、4月29日没。

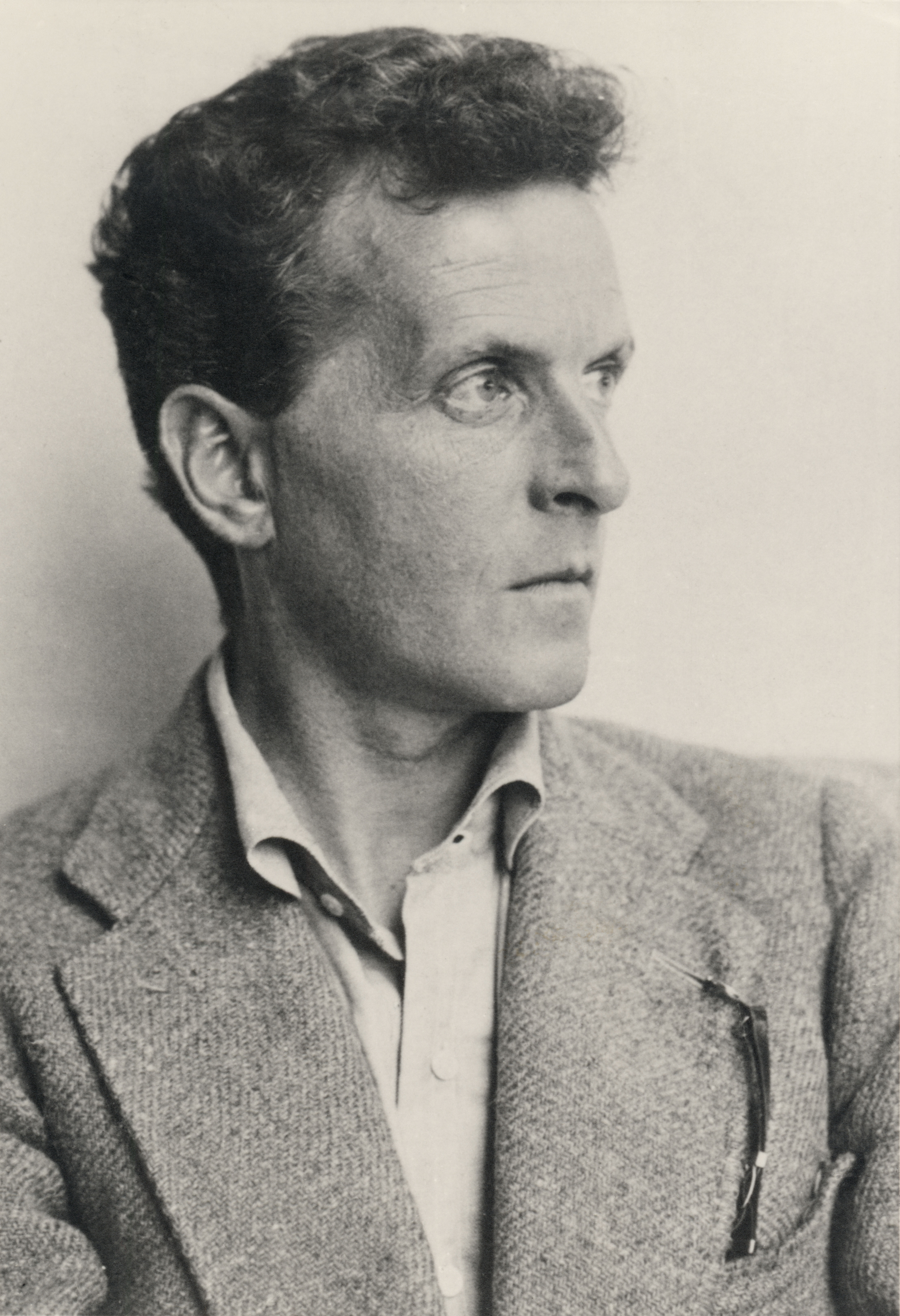
哲学者、ルートヴィヒ・ウィトゲンシュタイン(1889-1951)没。

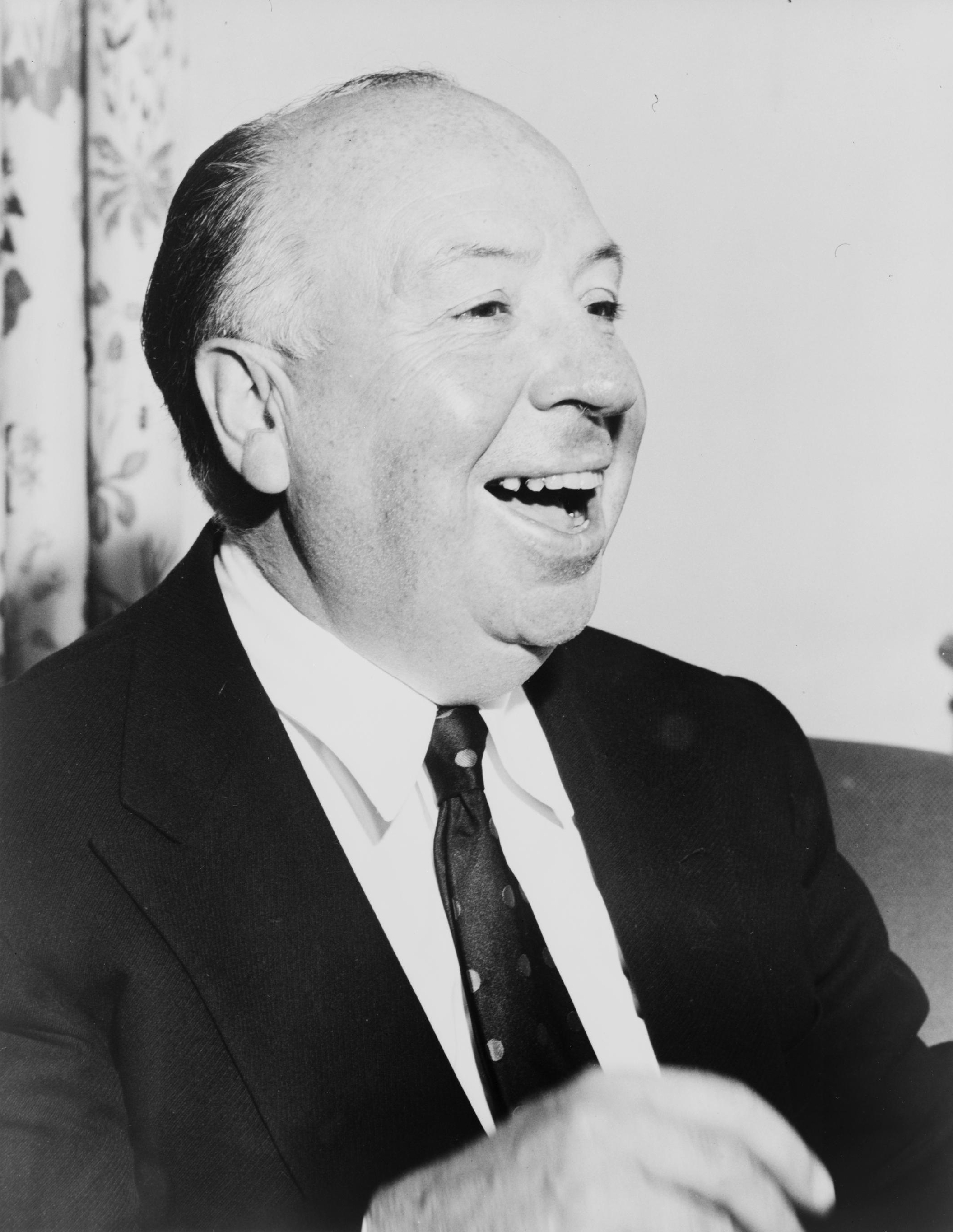
「サスペンスの神様」、映画監督アルフレッド・ヒッチコック(1899-1980)没。

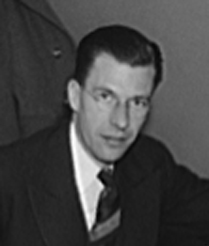
制度学派の経済学者、ジョン・ケネス・ガルブレイス(1908-2006)没。

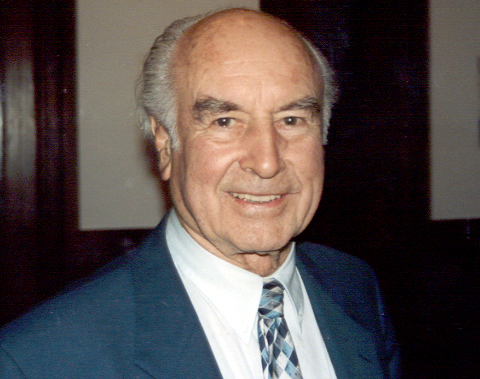
化学者アルバート・ホフマン(1906-2008)没。LSDやシロシビンを発見した。

- 1157年（保元2年3月19日） - 藤原基衡、奥州藤原氏第2代当主（* 1105年頃）
- 1674年（延宝2年3月24日） - 松平光通、第2代福井藩主（* 1636年）
- 1676年 - ミヒール・デ・ロイテル、オランダ海軍の提督（* 1607年）
- 1712年 - フアン・カバニーリェス、オルガニスト、作曲家（* 1644年）
- 1754年 - ジョヴァンニ・バッティスタ・ピアッツェッタ、画家（* 1682年）
- 1768年 - イェオリ・ブラント、化学者、鉱物学者（* 1694年）
- 1790年 - シャルル＝ニコラ・コシャン、版画家（* 1715年）
- 1793年 - ジョン・ミッチェル、天文学者（* 1724年）
- 1803年 - トーマス・ジョーンズ、画家（* 1742年）
- 1805年 - ローレンツ・パシュ、画家（* 1733年）
- 1840年 - ピエール＝ジャン・ロビケ、化学者（* 1780年）
- 1849年（嘉永2年4月7日） - 徳川慶臧、第13代尾張藩主（* 1836年）
- 1864年 - シャルル・ブリアンション、数学者、化学者（* 1783年）
- 1865年（慶應元年4月5日） - 榊原新左衛門、尊皇攘夷派志士（* 1834年）
- 1872年 - ジャン＝マリー・デュアメル（英語版）、数学者、物理学者（* 1797年）
- 1876年 - ゲンナジー・ネヴェリスコイ、探検家（* 1813年）
- 1880年 - 本多忠直、第6代岡崎藩主（* 1844年）
- 1891年 - ジェームス・ギャンブル、実業家、プロクター・アンド・ギャンブル(P&G)共同創業者（* 1803年）
- 1903年 - ポール・デュ・シャイユ、探検家、民俗学者（* 1831年）
- 1923年 - 🔴（英語版）、弁護士、ジャングルジム発明者（* 1887年）
- 1924年 - フランシス・バロウド（英語版）、画家（* 1856年）
- 1930年 - 島田清次郎、小説家（* 1899年）
- 1933年 - コンスタンディノス・カヴァフィス、詩人（* 1863年）
- 1937年 - ウィリアム・ジレット、俳優（* 1853年）
- 1937年 - 黒井悌次郎、日本海軍の大将（* 1866年）
- 1937年 - ウォーレス・カロザース、化学者（* 1896年）
- 1942年 - エミール・フォン・ザウアー、音楽家（* 1862年）
- 1943年 - リカルド・ビニェス、ピアニスト（* 1876年）
- 1943年 - ジョゼフ・アクロン、作曲家、ヴァイオリニスト（* 1886年）
- 1943年 - ヴィルヘルム・シュレンク、化学者　（*1879年）
- 1947年 - アーヴィング・フィッシャー、経済学者（* 1867年）
- 1951年 - ルートヴィヒ・ウィトゲンシュタイン、哲学者（* 1889年）
- 1953年 - 長崎英造、官僚、実業家、初代昭和石油社長（* 1881年）
- 1953年 - モイズ・キスリング、画家（* 1891年）
- 1956年 - 中山平次郎、考古学者（* 1871年）
- 1961年 - 西村好時、建築家（* 1886年）
- 1962年 - 田邊元、思想家（* 1885年）
- 1966年 - ウィリアム・エクルズ、物理学者（* 1875年）
- 1966年 - ポーラ・ストラスバーグ、女優（* 1909年）
- 1969年 - ジュリアス・カッチェン、ピアニスト（* 1926年）
- 1970年 - 三村伸太郎、脚本家（* 1897年）
- 1972年 - マンフレート・グルリット、作曲家、指揮者（* 1890年）
- 1972年 - 伊志井寛、俳優（* 1901年）
- 1975年 - 菊容子、女優（* 1950年）
- 1978年 - 安田靫彦、日本画家（* 1884年）
- 1980年 - アルフレッド・ヒッチコック、映画監督（* 1899年）
- 1981年 - 田中久雄、政治家（* 1905年）
- 1982年 - 福井近夫、実業家、第3代日本テレビ放送網社長（* 1897年）
- 1983年 - 朝田善之助、部落解放運動家（* 1902年）
- 1984年 - 小川鼎三、解剖学者、医史学者、東京大学名誉教授（* 1901年）
- 1985年 - 桜田武、実業家、日清紡績（現日清紡ホールディングス）元社長（* 1904年）
- 1985年 - フーベルト・バルワーザー、フルート奏者（* 1906年）
- 1986年 - ラウル・プレビッシュ、経済学者（* 1901年）
- 1987年 - 常ノ山勝正、元大相撲力士（* 1925年）
- 1988年 - アーヴィング・コロディン、音楽評論家（* 1908年）
- 1989年 - 斯波四郎、作家（* 1910年）
- 1991年 - 大石義雄、法学者（* 1903年）
- 1993年 - ミック・ロンソン、ロック・ギタリスト、音楽プロデューサー（* 1946年）
- 1994年 - 長谷川保、福祉事業家、教育者、政治家、聖隷福祉事業団初代理事長（* 1903年）
- 1994年 - 和田共弘、競走馬生産者、シンボリ牧場元代表（* 1922年）
- 1995年 - 光岡良二、歌人（* 1911年）
- 1995年 - セルゲイ・アントーノフ、小説家（* 1915年）
- 1996年 - 松鶴家千代菊、漫才師（松鶴家千代若・千代菊）（* 1915年）
- 1998年 - 東畑謙三、建築家（* 1902年）
- 1998年 - 市川都志春、作曲家（* 1912年）
- 1999年 - 石崎伝蔵、スーパーセンテナリアン（* 1886年）
- 2000年 - 大宮守人、料理人、ラーメン「味の三平」初代店主（* 1919年）
- 2000年 - 一代のぼる、作曲家（* 1937年）
- 2001年 - 福田正彦、政治家、元岡山県新見市長（* 1923年）
- 2001年 - 古今亭右朝、落語家（* 1948年）
- 2004年 - 小鹿番、俳優（* 1932年）
- 2006年 - ジョン・ケネス・ガルブレイス、経済学者、ハーバード大学名誉教授（* 1908年）
- 2006年 - 沼田曜一、俳優（* 1924年）
- 2006年 - ロバート・プルチック、心理学者、アルベルト・アインシュタイン医学校名誉教授（* 1927年）
- 2006年 - 金子俊男、ジャーナリスト（* 1929年）
- 2006年 - 三遊亭圓彌、落語家（* 1936年）
- 2007年 - 小林利雄、広告プロデューサー、テレビ映画製作者（* 1921年）
- 2007年 - 山崎昇、地方公務員、労働運動家、政治家（* 1922年）
- 2007年 - ジョシュ・ハンコック、プロ野球選手（* 1978年）
- 2008年 - アルバート・ホフマン、化学者（* 1906年）
- 2008年 - 和田茂樹、国文学者、愛媛大学名誉教授（* 1911年）
- 2008年 - 長谷川龍雄、自動車技術者（* 1916年）
- 2008年 - 柏楊、小説家（* 1920年）
- 2008年 - 岡部伊都子、随筆家（* 1923年）
- 2008年 - チャールズ・ティリー、社会学者（* 1929年）
- 2009年 - 久保田進、お笑いタレント（サウンドコピー）（* 1941年）
- 2009年 - 大塚和夫、人類学者、中東民族誌学者（* 1949年）
- 2011年 - 林田敦、政治家、元宮崎県東臼杵郡美郷町長・西郷村長（* 1926年）
- 2011年 - ジョアンナ・ラス、作家、フェミニスト（* 1937年）
- 2011年 - ウラジミール・クライネフ、ピアニスト、音楽教師（* 1944年）
- 2012年 - 野村栄太郎、ジャーナリスト、元京都新聞社社長（* 1928年）
- 2012年 - ローラン・モレノ（英語版）、発明家、エンジニア、作家、スマートカード発明者（* 1945年）
- 2012年 - 澁澤卿、日蓮宗僧侶、日本画家（* 1949年）
- 2012年 - ジョエル・ゴールドスミス、作曲家（* 1957年）
- 2013年 - 吉村司郎、実業家、元服部セイコー（現セイコーホールディングス）社長（* 1926年）
- 2013年 - 内藤博文、元プロ野球選手（* 1931年）
- 2013年 - 牧伸二、ウクレレ漫談家（* 1934年）
- 2014年 - ウォルター・ウォルシュ、FBI捜査官、海兵隊射撃教官、射撃選手（* 1907年）
- 2014年 - 松岡直也、ピアニスト（* 1937年）
- 2014年 - ボブ・ホスキンス、俳優（* 1942年）
- 2015年 - フランソワ・ミシュラン（英語版）、実業家、元ミシュランCEO（* 1926年）
- 2015年 - 矢島賢、ギタリスト（* 1950年）
- 2016年 - 奥山則男、政治家（* 1926年）
- 2017年 - 菊池幸雄、官僚、第12代気象庁長官（* 1929年）
- 2019年 - 蘇昱彰、中国武術家、東洋医学者（* 1940年）
- 2019年 - エレン・オケイン・タウシャー、政治家、元米国国務次官（* 1951年）
- 2019年 - 荻野真、漫画家（* 1959年）
- 2019年 - ジョン・シングルトン、映画監督、脚本家、映画プロデューサー（* 1968年）
- 2019年 - ヨセフ・シュラル、サッカー選手（* 1990年）
- 2020年 - 平良敬一、建築評論家（* 1926年）
- 2020年 - ロバート・L・パーク、物理学者、メリーランド大学カレッジパーク校名誉教授（* 1931年）
- 2020年 - ヤーニス・ルーシス、やり投げ選手、1968年メキシコシティー五輪金メダリスト（* 1939年）
- 2020年 - トレヴァー・チェリー、サッカー選手（* 1948年）
- 2020年 - イルファーン・カーン、俳優（* 1967年）
- 2021年 - カジミエシュ・コルト、指揮者（* 1930年）
- 2021年 - 森田章義、実業家、元愛知製鋼社長（* 1941年）
- 2021年 - ジョン・ヒンチ、ドラマー（* 1947年）
- 2021年 - 岡和男、俳優、声優（* 1948年）
- 2021年 - 柳原正樹、キュレーター、元国立美術館理事長、元京都国立近代美術館館長（* 1952年）
- 2021年 - 張恩華、サッカー選手、指導者（* 1973年）
- 2022年 - デヴィッド・バーニー、俳優（* 1939年）
- 2022年 - デヴィッド・エヴァンス、化学者、ハーバード大学名誉教授（* 1941年）
- 2022年 - 小坂忠、シンガーソングライター、作曲家、ゴスペルシンガー、牧師（* 1948年）
- 2023年 - ユリ・コロレフ、体操選手、9度の世界体操競技選手権優勝者（* 1962年）
- 2023年 - アブ・フセイン・フセイニ、ISIL4代目最高指導者、カリフ（* 1979年）
- 2024年 - 坂篤郎、大蔵官僚、実業家、元日本郵政社長（* 1947年）
- 2024年 - ミハイロ・フォメンコ、プロサッカー選手、指導者（* 1948年）
- 2024年 - ディンガーン・トベラ、プロボクサー、元WBO・WBA世界ライト級王者、元WBS世界スーパーミドル級王者（* 1966年）
- 2025年 - 中村宏之、三段跳選手、陸上競技指導者（* 1945年）

## 記念日・年中行事
- 昭和の日（ 日本、2007年 - ）
4月29日は昭和天皇の誕生日で、1948年から1988年までは「天皇誕生日」の祝日だった。1989年、昭和天皇崩御後に、植物に造詣の深かった昭和天皇にちなみ「みどりの日」となり、その後祝日法の一部改正により2007年から「昭和の日」になった。これに伴い「みどりの日」は5月4日に変更された[5]。
- 天長節（ 日本、1927年 - 1948年）
昭和天皇の誕生日。四大節の一つ。
- ゴールデンウィーク（ 日本）
- 羊肉の日（ 日本）
ジンギスカン鍋の普及のため、ジンギスカン食普及拡大促進協議会が制定。「よう(4)に(2)く(9)」（羊肉）の語呂合わせ。
- 北極点到達
1978年（昭和53年）、植村直己が単身犬ぞりで北極点に到達した。
- 全日本柔道選手権大会（ 日本 日本武道館）
1975年（昭和50年）以降は、（新型コロナウイルス感染症拡大の影響で12月26日の開催となった2020年と2021年を除き）毎年この日に開催されており、当大会と全日本剣道選手権大会（11月3日）は、日程が最優先で確保されている。
- 阿寒湖湖水開き（ 日本）
- タオルの日（ 日本）
「よ(4)くふ(2)く(9)」（良く拭く）の語呂合わせ。
- 国際ダンスデー（ 世界）
ユネスコの下部組織であるInternational Dance Councilが1982年に制定した国際デー。フランスの舞踏家ジャン＝ジョルジュ・ノヴェールの誕生日。